# Leung Ming Kai
Leung Ming Kai (chinois : 梁銘佳) est un directeur de la photographie et cinéaste originaire de Hong Kong. Diplômé en droit de l'Université de Hong Kong, Leung a ensuite étudié la réalisation cinématographique à l'Université de Columbia et a commencé sa carrière en tant que directeur de la photographie en Asie du Sud-Est. À Hong Kong, il a produit le film Memories to Choke On, Drinks to Wash Them Down (2019), remportant le prix du meilleur scénario au 27e Hong Kong Film Critics Society Award. Il a également réalisé les films Drifting (2021) et The Sunny Side of the Street (2022) qui lui ont valu des nominations pour la meilleure photographie aux 58e et 59e Golden Horse Awards.

## Jeunesse et formation
Leung est né à Hong Kong. Son père était chauffeur de taxi et plus tard, il fut gérant d'un magasin de hi-fi à Sham Shui Po. C'est dans ce quartier que Leung a grandi. Alors qu'il étudiait le droit à l'Université de Hong Kong, il a développé une passion pour le cinéma après avoir participé à plusieurs ateliers. Il a obtenu un baccalauréat en droit en 2001 et un certificat d'études supérieures en droit en 2002, mais il a choisi de ne pas poursuivre une carrière dans ce domaine. Il a ensuite fréquenté l'Université de Columbia pour étudier le cinéma et a obtenu une maîtrise en cinéma avec une spécialisation en réalisation en 2006,. Son projet de fin d'études, Three Boys, a remporté le prix d'or lors de la 14e édition des prix IFVA.

## Carrière
Après avoir obtenu son diplôme de l'Université de Columbia, Leung a commencé sa carrière en tant que directeur de la photographie, faisant ses débuts au cinéma avec le long métrage  Mundane History de la réalisatrice thaïlandaise Anocha Suwichakornpong en 2009. Il a continué à travailler comme directeur de la photographie sur divers projets internationaux notamment le film taïwanais Murmur of the Hearts de 2015,. Il a également signé la photographie du film By the Time It Gets Dark d'Anocha Suwichakornpong en 2016 et du film sino-canadien Old Stone,, pour lequel il a reçu une nomination pour la meilleure photographie aux 5e Canadian Screen Awards.
En 2014, Leung a participé aux manifestations de 2014 à Hong Kong en le documentant. À la suite de cette expérience, il coécrit un projet de scénario avec sa femme, Kate Reilly, à son retour aux États-Unis. Le scénario a ensuite évolué pour devenir le film Memories to Choke On, Drinks to Wash Them Down (zh),. Après avoir sollicité un financement auprès du Hong Kong Arts Development Council, le couple a co-réalisé et co-écrit le film,. Leung a également joué les rôles de directeur de la photographie et de monteur. En raison de la censure politique exercée par le gouvernement de Hong Kong à la suite des manifestations de 2019-2020 à Hong Kong, des avertissements ont été insérés dans le générique lors de la sortie en salles du film en 2020. Reilly et Leung ont reçu le 27e prix de la Hong Kong Film Critics Society pour le meilleur scénario pour ce film,. Après avoir terminé Memories to Choke On, Leung est retourné travailler à Hong Kong en tant que directeur de la photographie sur le film  Suk Suk (2020) réalisé par Ray Yeung,. Son travail sur le film Drifting (2021) lui a valu une nomination pour la meilleure photographie aux 58e Golden Horse Awards. L'année suivante, il a été à nouveau nommé pour le film The Sunny Side of the Street (2022) aux 59e Golden Horse Awards. Il a ensuite enchaîné, toujours comme directeur de la photographie, sur le tournage du film de Ray Yeung, All Shall Be Well, sorti en 2024.

## Vie personnelle
Leung est marié depuis 2012 avec Kate Reilly, une actrice et productrice américaine qu'il a rencontrée à New York lors de ses études en 2003,. Le couple réside à Hong Kong depuis 2015. Reily a co-réalisé, co-écrit, co-édité et joué dans le premier film de Leung, Memories to Choke On, Drinks to Wash Them Down.